# 키드리체보

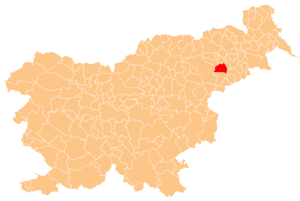
키드리체보의 위치

키드리체보(슬로베니아어: Kidričevo)는 슬로베니아의 도시로 면적은 71.5km2, 높이는 229m, 인구는 6,502명(2002년 기준), 인구 밀도는 90.9명/km2이다.